# 蔦田守弘
蔦田 守弘（つただ もりひろ、1955年3月10日 - ）は、日本の実業家。株式会社鴻池組代表取締役社長や、全国建設業協会副会長、大阪建設業協会会長を歴任。

## 人物・経歴
奈良県天理市出身。東大寺学園高等学校を経て、1977年名古屋工業大学建築学科卒業、鴻池組入社。東京本店長を経て、2007年常務執行役員。2008年から代表取締役社長を務め、収益力の強化にあたった。2012年大阪建設業協会会長。2014年全国建設業協会副会長。2019年大阪建設業協会会長。2019年西日本建設業保証取締役。2021年鴻池組代表取締役会長。